# スマックウォーター・ジャック
「スマックウォーター・ジャック」（Smackwater Jack）は、ジェリー・ゴフィンとキャロル・キングが作詞作曲した曲。この曲はキングの1971年のアルバム『つづれおり』で最初にリリースされ、その後、「去りゆく恋人」とともにアルバムからの2枚目のシングルとして発売され、ビルボード・ホット100で14位に到達した。さらに何組ものアーティストにカバーされたが、もっとも有名なものはクインシー・ジョーンズの1971年のアルバム『スマックウォーター・ジャック』の表題曲としてである。
ローリング・ストーン誌の評論家、ジョン・ランドーは「スマックウォーター・ジャック」を「アップテンポのシャッフルと解説した。歌詞はならず者のスマックウォーター・ジャックと酋長ビッグ・ジムとの衝突の物語を描いている。この点でより個人的で、感情表現をもとにした『つづれおり』のほかの曲とは異なってる。
ビルボード誌はシングル「去りゆく恋人」/「スマックウォーター・ジャック」の両面を一緒にビルボード・ホット100にランクインさせた。このシングルは最高で14位に達した。

## 評論家の反応
著述家のジェームス・ペロンはキングのピアノが他の楽器と混ざり合う曲の一つであることから、この曲もアルバムにフィットしていると主張している。ペロンはダニー・コーチマーのエレクトリック・ギターとラルフ・シュケットのエレクトリック・ピアノがこの曲で最も目立つ楽器だとみなしているが、ランド―はチャールズ・ラーキーのベース・ギターとジョエル・オブライエンのドラムスに称賛を与えている。
ランドーは「スマックウォーター・ジャック」をゴフィンとキングの曲作りのパートナーシップの良い具体例とみなしている。ランドーはキングがメロディに微妙な装飾を加える傍らで、ゴフィンが「鮮やかで広範囲にわたる」歌詞を生み出しているとみなしている。オールミュージックの評論家、スチュワート・メイソンはこの曲が「辛口のウィットといくつかの巧妙なライン」を有していることを認めている。メイソンはこの曲が「ファン好み」な曲と表現したが、「かなり軽い曲」だともみなしている。

## 参加ミュージシャン
- キャロル・キング – ピアノ、ボーカル

その他のミュージシャン
- カーティス・エイミー（英語版） – バリトン・サクソフォーン
- メリー・クレイトン – バックグラウンド・ボーカル
- ダニー・"クーチ"・コーチマー – エレクトリック・ギター
- チャールズ・"チャーリー"・ラーキー – ベース
- ジョエル・オブライエン – ドラムス
- ラルフ・シュケット – エレクトリック・ピアノ

## カバー・バージョン
クインシー・ジョーンズは「スマックウォーター・ジャック」を自身の1971年のアルバム『『スマックウォーター・ジャック』の表題曲としてカバーした。オールミュージックの評論家、トム・ジュレックはこのカバーを「張りつめた、ファンキーなソウル・スタイル」で表現した。ジュレックはグラディ・テイトのドラム・ブレークを「ファンキー」、アーサー・アダムスのギター演奏が「タフなストリート・ギター」で、チャック・レイニーのベース・ギターは「全体の混ざり合った下で跳ねたり弾けたりしている」と説明している。
マンハッタン・トランスファーは「スマックウォーター・ジャック」を1995年の『つづれおり～キャロル・キング・トリビュート』でカバーした。バフィー・セント＝メリーは自身の1971年のアルバムShe Used to Wanna Be a Ballerina でこの曲を自分で引くピアノだけをバックにカバーした。ボブ・ベルデンは自身の1997年のアルバムTapestry でこの曲をカバーした。